# Puppet blues
Puppet blues is het 39ste album uit de stripreeks de De Blauwbloezen. Het werd getekend door Willy Lambil en het scenario werd geschreven door Raoul Cauvin. Het album werd uitgegeven in 1997.

## Verhaal
De fotograaf William Sutton moet op het Witte Huis verschijnen bij Generaal Cochran. Deze is ontevreden over de foto's die op het slagveld genomen zijn. Dode of gewonde soldaten vindt Cochran geen beter imago aan het noordelijk leger geven, daarom krijgt Sutton de opdracht om alleen helden en vrolijke soldaten te fotograferen. Sutton vertrekt dan met deze moeilijke opdracht naar het kamp van Generaal Alexander, deze vindt het maar een grote poppenkast, maar laat Sutton begeleiden door Blutch en Chesterfield, die op dat moment zonder cavalerie zitten omdat die bij de laatste aanval grotendeels geslachtofferd is. Sutton slaat erg door in zijn plannen om foto's te maken, hij gebruikt touwen om paarden in galop te houden tijdens een fotoshoot en laat plaksel aanbrengen op de Amerikaanse vlag. Chesterfield ziet het als zijn vaderlandse plicht en gaat helemaal mee in de praktijken van Sutton. Alleen Blutch ziet in dat deze nepshow niet besteed is en gooit er met zijn pet naar. Ook de generale staf ziet in dat de foto's geen goed doen voor het leger en als Sutton dan klaar is met zijn werkzaamheden, beramen ze een plan om hem zonder foto's terug te laten keren naar Washington D.C..

## Personages in het album
- Blutch
- Sgt. Chesterfield
- Generaal Alexander
- William Sutton
- Generaal Cochran